# Ū
Ū, ū は、Uにマクロンを付した文字である。日本語のローマ字、中国語のピン音、ラトビア語、リトアニア語、ポリネシア諸語のマオリ語やマーシャル語で使われる。主に[u]の長音を示す。

## 日本語での使用
日本語のヘボン式ローマ字では「う」の音の長音および、「う」の音の連続を示す。
長音で表す場合[uː]の発音であり、「う」の音の連続の場合は[uu]である。
例：
KŪRĀ（クーラー）、KŪKI（空気）
子音との組み合わせ
- Ū、KŪ、SŪ、TSŪ(TŪ)、NŪ、FŪ(HŪ)、MŪ、YŪ、RŪ、WŪ、GŪ、ZŪ、DŪ、BŪ、PŪ、VŪ、NYŪ、HYŪ、MYŪ、RYŪ

## 日本語以外での使用
中国語では第一声（陰平）を示す。
マオリ語、ラトビア語、リトアニア語では[uː]の発音を表す。
マーシャル語では[ʊ]の発音になる。

## 符号位置
| 大文字 | Unicode | JIS X 0213 | 文字参照       | 小文字 | Unicode | JIS X 0213 | 文字参照       | 備考 |
| ------ | ------- | ---------- | -------------- | ------ | ------- | ---------- | -------------- | ---- |
| Ū      | U+016A  | 1-9-87     | &#x16A; &#362; | ū      | U+016B  | 1-9-92     | &#x16B; &#363; |      |